# Eurycea
Eurycea és un gènere d'amfibis urodels de la família Plethodontidae. El constitueixen un conjunt de salamandres natives d'Amèrica del Nord.

## Taxonomia
- Eurycea aquatica Rose i Bush, 1963.
- Eurycea bislineata (Green, 1818).
- Eurycea chamberlaini Harrison i Guttman, 2003.
- Eurycea chisholmensis Chippindale, Price, Wiens i Hillis, 2000.
- Eurycea cirrigera (Green, 1831).
- Eurycea guttolineata Holbrook, 1838.
- Eurycea junaluska Sever, Dundee i Sullivan, 1976.
- Eurycea latitans Smith i Potter, 1946.
- Eurycea longicauda (Green, 1818).
- Eurycea lucifuga Rafinesque, 1822.
- Eurycea multiplicata (Cope, 1869).
- Eurycea nana Bishop, 1941.
- Eurycea naufragia Chippindale, Price, Wiens i Hillis, 2000.
- Eurycea neotenes Bishop et Wright, 1937.
- Eurycea pterophila Burger, Smith i Potter, 1950.
- Eurycea quadridigitata (Holbrook, 1842).
- Eurycea rathbuni (Stejneger, 1896).
- Eurycea robusta (Longley, 1978).
- Eurycea sosorum Chippindale, Price i Hillis, 1993.
- Eurycea spelaea (Stejneger, 1892).
- Eurycea tonkawae Chippindale, Price, Wiens i Hillis, 2000.
- Eurycea tridentifera Mitchell i Reddell, 1965.
- Eurycea troglodytes Baker, 1957.
- Eurycea tynerensis Moore i Hughes, 1939.
- Eurycea waterlooensis Hillis, Chamberlain, Wilcox i Chippindale, 2001.
- Eurycea wilderae Dunn, 1920.